# Ivo Bego
Ivo Bego (Spalato, 23 febbraio 1937) è un ex calciatore jugoslavo, di ruolo difensore.

## Biografia
Nato nella città dalmata è il fratello maggiore di Zvonko e Boran, anche essi calciatori dell'Hajduk Spalato.